# Kozlov (Vodice)
Kozlov (německy Koslower Müll) je osada, součást obce Vodice v okrese Tábor v Jihočeském kraji. Nachází se v katastrálním území Malešín u Vodice, těsně u hranice Jihočeského kraje a kraje Vysočina, asi 7,5 km jihozápadně od Pacova a asi 22 km severovýchodně od centra Tábora.
V osadě se nacházel Kozlovský mlýn (dnes dům čp. 19), první písemná zmínka o něm pochází z roku 1735, mletí v něm však bylo v 50. letech 20. století ukončeno.
Kozlov je tvořen čtyřmi čísly popisnými: čp. 19, 21, 22 a 38, nachází se zde šest budov. Jediná zpevněná silnice vedoucí z Malešína a Blatin končí u bývalého mlýna a pokračuje nezpevněnými cestami. Osada leží u Kozlovského rybníka, z něhož vytéká bezejmenný potok, který se vlévá do řeky Trnavy. Nedaleko jsou též rybníky Jánošík, Dolní Mrazový rybník, Střední Mrazový rybník a Horní Mrazový rybník.